# 81 mm moździerz M252
M252 – amerykański moździerz kalibru 81 mm, będący na wyposażeniu Armii Stanów Zjednoczonych oraz Korpusu Piechoty Morskiej Stanów Zjednoczonych.
Moździerz M252 jest amerykańską odmianą brytyjskiego moździerza L16. M252 wszedł do służby w US Army w 1987 roku, zastępując wcześniejsze moździerze M29.